# Giải vô địch bóng đá thế giới 1978
Giải vô địch bóng đá thế giới 1978 là lần tổ chức thứ 11 của Giải vô địch bóng đá thế giới, diễn ra tại Argentina từ ngày 1 đến ngày 25 tháng 6 năm 1978. Đây là lần thứ tư giải vô địch bóng đá thế giới được tổ chức tại Nam Mỹ sau các năm 1930 tại Uruguay, 1950 tại Brasil và 1962 tại Chile.
Linh vật chính thức của giải đấu là Gauchito, một cậu bé mặc đồng phục của Đội tuyển bóng đá quốc gia Argentina. Cái nón (với dòng chữ ARGENTINA '78), khăn choàng cổ và roi da là những đặc trưng của những cậu bé chăn bò ở những cánh đồng hoang Nam Mỹ.
Đội chủ nhà Argentina đã có lần đầu tiên lên ngôi vô địch sau khi đánh bại Hà Lan 3–1 trong trận chung kết kéo dài đến hai hiệp phụ.

## Vòng loại
106 đội bóng tham dự vòng loại và được chia theo các châu lục để chọn ra 14 đội vào vòng chung kết cùng với nước chủ nhà Argentina và đội đương kim vô địch thế giới Tây Đức.

## Các sân vận động
| · Buenos AiresCórdobaMar del PlataRosarioMendoza | Buenos Aires                    | Buenos Aires                     | Córdoba                        |
| ------------------------------------------------ | ------------------------------- | -------------------------------- | ------------------------------ |
| · Buenos AiresCórdobaMar del PlataRosarioMendoza | Sân vận động Monumental         | Sân vận động José Amalfitani     | Sân vận động Córdoba           |
| · Buenos AiresCórdobaMar del PlataRosarioMendoza | Sức chứa: 74.624                | Sức chứa: 49.540                 | Sức chứa: 46.083               |
| · Buenos AiresCórdobaMar del PlataRosarioMendoza |                                 |                                  |                                |
| · Buenos AiresCórdobaMar del PlataRosarioMendoza | Mar del Plata                   | Rosario                          | Mendoza                        |
| · Buenos AiresCórdobaMar del PlataRosarioMendoza | Sân vận động José María Minella | Sân vận động Gigante de Arroyito | Sân vận động Thành phố Mendoza |
| · Buenos AiresCórdobaMar del PlataRosarioMendoza | Sức chứa: 43.542                | Sức chứa: 41.654                 | Sức chứa: 34.875               |
| · Buenos AiresCórdobaMar del PlataRosarioMendoza |                                 |                                  |                                |

## Trọng tài
| AFC - Farouk Bouzo - Jafar Namdar - Abraham Klein CAF - Youssou N'Diaye CONCACAF - Alfonso González Archundia CONMEBOL - Ramón Barreto - Arnaldo Cézar Coelho | - Ángel Norberto Coerezza - César Orosco - Juan Silvagno UEFA - Ferdinand Biwersi - Charles Corver - Jean Dubach - Ulf Eriksson - António Garrido - John Gordon - Sergio Gonella | - Alojzy Jarguz - Erich Linemayr - Dušan Maksimović - Ángel Franco Martínez - Károly Palotai - Pat Partridge - Adolf Prokop - Nicolae Rainea - Francis Rion - Clive Thomas - Robert Wurtz |

## Phân nhóm
| Nhóm 1                                                                              | Nhóm 2                          | Nhóm 3                                      | Nhóm 4                       |
| ----------------------------------------------------------------------------------- | ------------------------------- | ------------------------------------------- | ---------------------------- |
| - Argentina (chủ nhà) - Tây Đức (đương kim vô địch) - Hà Lan (á quân 1974) - Brasil | - Ý - Thụy Điển - México - Perú | - Hungary - Ba Lan - Scotland - Tây Ban Nha | - Áo - Pháp - Iran - Tunisia |

## Vòng bảng

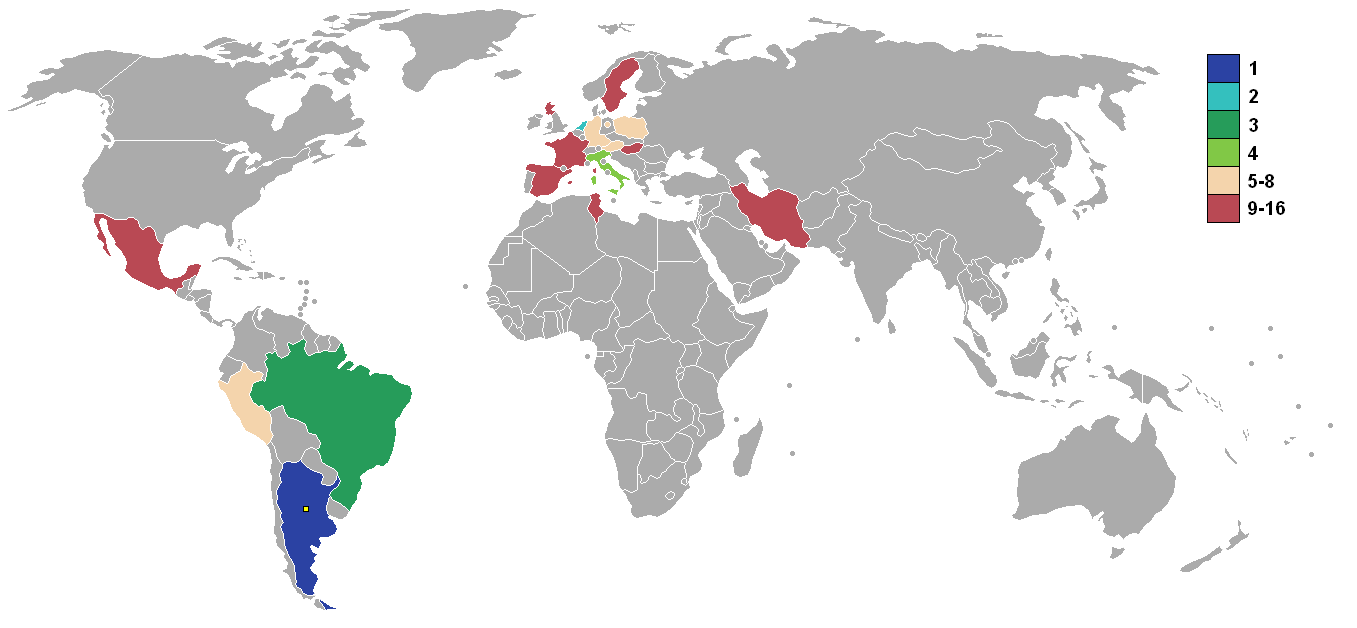
Vô địch
Á quân
Hạng ba
Hạng tư
Vòng 2
Vòng 1

### Bảng 1
| Đội       | Tr | T | H | B | BT | BB | HS | Đ |
| --------- | -- | - | - | - | -- | -- | -- | - |
| Ý         | 3  | 3 | 0 | 0 | 6  | 2  | +4 | 6 |
| Argentina | 3  | 2 | 0 | 1 | 4  | 3  | +1 | 4 |
| Pháp      | 3  | 1 | 0 | 2 | 5  | 5  | 0  | 2 |
| Hungary   | 3  | 0 | 0 | 3 | 3  | 8  | −5 | 0 |

| Ý                          | 2 - 1    | Pháp       |
| -------------------------- | -------- | ---------- |
| Rossi 29' · Zaccarelli 54' | Chi tiết | Lacombe 1' |

| Argentina               | 2 - 1  | Hungary   |
| ----------------------- | ------ | --------- |
| Luque 15' · Bertoni 83' | Report | Csapó 10' |

| Ý                                     | 3 - 1  | Hungary             |
| ------------------------------------- | ------ | ------------------- |
| Rossi 34' · Bettega 36' · Benetti 60' | Report | A. Tóth 81' (ph.đ.) |

| Argentina                          | 2 - 1    | Pháp        |
| ---------------------------------- | -------- | ----------- |
| Passarella 45' (ph.đ.) · Luque 73' | Chi tiết | Platini 60' |

| Pháp                                    | 3 - 1    | Hungary     |
| --------------------------------------- | -------- | ----------- |
| Lopez 22' · Berdoll 37' · Rocheteau 42' | Chi tiết | Zombori 41' |

| Argentina | 0 - 1    | Ý           |
| --------- | -------- | ----------- |
|           | Chi tiết | Bettega 67' |

### Bảng 2
| Đội     | Tr | T | H | B | BT | BB | HS  | Đ |
| ------- | -- | - | - | - | -- | -- | --- | - |
| Ba Lan  | 3  | 2 | 1 | 0 | 4  | 1  | +3  | 5 |
| Tây Đức | 3  | 1 | 2 | 0 | 6  | 0  | +6  | 4 |
| Tunisia | 3  | 1 | 1 | 1 | 3  | 2  | +1  | 3 |
| México  | 3  | 0 | 0 | 3 | 2  | 12 | −10 | 0 |

| Tây Đức | 0 - 0    | Ba Lan |
| ------- | -------- | ------ |
|         | Chi tiết |        |

| Tunisia                                | 3 - 1    | México                    |
| -------------------------------------- | -------- | ------------------------- |
| Kaabi 55' · Ghommidh 79' · Dhouieb 87' | Chi tiết | Vázquez Ayala 45' (ph.đ.) |

| Tây Đức                                                              | 6 - 0    | México |
| -------------------------------------------------------------------- | -------- | ------ |
| D. Müller 15' · H. Müller 30' · Rummenigge 38', 73' · Flohe 44', 89' | Chi tiết |        |

| Ba Lan   | 1 - 0    | Tunisia |
| -------- | -------- | ------- |
| Lato 43' | Chi tiết |         |

| Tây Đức | 0 - 0    | Tunisia |
| ------- | -------- | ------- |
|         | Chi tiết |         |

| Ba Lan                      | 3 - 1    | México     |
| --------------------------- | -------- | ---------- |
| Boniek 43', 84' · Deyna 56' | Chi tiết | Rangel 52' |

### Bảng 3
| Đội         | Tr | T | H | B | BT | BB | HS | Đ |
| ----------- | -- | - | - | - | -- | -- | -- | - |
| Áo          | 3  | 2 | 0 | 1 | 3  | 2  | +1 | 4 |
| Brasil      | 3  | 1 | 2 | 0 | 2  | 1  | +1 | 4 |
| Tây Ban Nha | 3  | 1 | 1 | 1 | 2  | 2  | 0  | 3 |
| Thụy Điển   | 3  | 0 | 1 | 2 | 1  | 3  | −2 | 1 |

| Áo                         | 2 - 1    | Tây Ban Nha |
| -------------------------- | -------- | ----------- |
| Schachner 10' · Krankl 76' | Chi tiết | Dani 21'    |

| Brasil       | 1 - 1    | Thụy Điển   |
| ------------ | -------- | ----------- |
| Reinaldo 45' | Chi tiết | Sjöberg 37' |

| Áo                 | 1 - 0    | Thụy Điển |
| ------------------ | -------- | --------- |
| Krankl 42' (ph.đ.) | Chi tiết |           |

| Brasil | 0 - 0    | Tây Ban Nha |
| ------ | -------- | ----------- |
|        | Chi tiết |             |

| Tây Ban Nha | 1 - 0    | Thụy Điển |
| ----------- | -------- | --------- |
| Asensi 75'  | Chi tiết |           |

| Brasil               | 1 - 0    | Áo |
| -------------------- | -------- | -- |
| Roberto Dinamite 40' | Chi tiết |    |

### Bảng 4
| Đội      | Tr | T | H | B | BT | BB | HS | Đ |
| -------- | -- | - | - | - | -- | -- | -- | - |
| Perú     | 3  | 2 | 1 | 0 | 7  | 2  | +5 | 5 |
| Hà Lan   | 3  | 1 | 1 | 1 | 5  | 3  | +2 | 3 |
| Scotland | 3  | 1 | 1 | 1 | 5  | 6  | −1 | 3 |
| Iran     | 3  | 0 | 1 | 2 | 2  | 8  | −6 | 1 |

| Perú                          | 3 - 1    | Scotland   |
| ----------------------------- | -------- | ---------- |
| Cueto 43' · Cubillas 70', 76' | Chi tiết | Jordan 19' |

| Hà Lan                                    | 3 - 0    | Iran |
| ----------------------------------------- | -------- | ---- |
| Rensenbrink 40' (ph.đ.), 62', 78' (ph.đ.) | Chi tiết |      |

| Scotland               | 1 - 1    | Iran           |
| ---------------------- | -------- | -------------- |
| Eskandarian 43' (l.n.) | Chi tiết | Danaeifard 60' |

| Hà Lan | 0 - 0    | Perú |
| ------ | -------- | ---- |
|        | Chi tiết |      |

| Perú                                                  | 4 - 1    | Iran        |
| ----------------------------------------------------- | -------- | ----------- |
| Velásquez 2' · Cubillas 36' (ph.đ.), 39' (ph.đ.), 79' | Chi tiết | Rowshan 41' |

| Scotland                                | 3 - 2    | Hà Lan                            |
| --------------------------------------- | -------- | --------------------------------- |
| Dalglish 44' · Gemmill 46' (ph.đ.), 68' | Chi tiết | Rensenbrink 34' (ph.đ.) · Rep 71' |

## Vòng 2

### Bảng A
| Đội     | Tr | T | H | B | BT | BB | HS | Đ |
| ------- | -- | - | - | - | -- | -- | -- | - |
| Hà Lan  | 3  | 2 | 1 | 0 | 9  | 4  | +5 | 5 |
| Ý       | 3  | 1 | 1 | 1 | 2  | 2  | 0  | 3 |
| Tây Đức | 3  | 0 | 2 | 1 | 4  | 5  | −1 | 2 |
| Áo      | 3  | 1 | 0 | 2 | 4  | 8  | −4 | 2 |

| Áo            | 1 - 5    | Hà Lan                                                                      |
| ------------- | -------- | --------------------------------------------------------------------------- |
| Obermayer 80' | Chi tiết | Brandts 6' · Rensenbrink 35' (ph.đ.) · Rep 36', 53' · W. van de Kerkhof 82' |

| Ý | 0 - 0    | Tây Đức |
| - | -------- | ------- |
|   | Chi tiết |         |

| Hà Lan                           | 2 - 2    | Tây Đức                      |
| -------------------------------- | -------- | ---------------------------- |
| Haan 27' · R. van de Kerkhof 82' | Chi tiết | Abramczik 3' · D. Müller 70' |

| Ý         | 1 - 0    | Áo |
| --------- | -------- | -- |
| Rossi 13' | Chi tiết |    |

| Áo                                 | 3 - 2    | Tây Đức                         |
| ---------------------------------- | -------- | ------------------------------- |
| Vogts 59' (l.n.) · Krankl 66', 87' | Chi tiết | Rummenigge 19' · Hölzenbein 72' |

| Ý                  | 1 - 2    | Hà Lan                 |
| ------------------ | -------- | ---------------------- |
| Brandts 19' (l.n.) | Chi tiết | Brandts 49' · Haan 76' |

### Bảng B
| Đội       | Tr | T | H | B | BT | BB | HS  | Đ |
| --------- | -- | - | - | - | -- | -- | --- | - |
| Argentina | 3  | 2 | 1 | 0 | 8  | 0  | +8  | 5 |
| Brasil    | 3  | 2 | 1 | 0 | 6  | 1  | +5  | 5 |
| Ba Lan    | 3  | 1 | 0 | 2 | 2  | 5  | −3  | 2 |
| Perú      | 3  | 0 | 0 | 3 | 0  | 10 | −10 | 0 |

| Perú | 0 - 3    | Brasil                             |
| ---- | -------- | ---------------------------------- |
|      | Chi tiết | Dirceu 15', 27' · Zico 72' (ph.đ.) |

| Argentina       | 2 - 0    | Ba Lan |
| --------------- | -------- | ------ |
| Kempes 16', 72' | Chi tiết |        |

| Perú | 0 - 1    | Ba Lan       |
| ---- | -------- | ------------ |
|      | Chi tiết | Szarmach 64' |

| Argentina | 0 - 0    | Brasil |
| --------- | -------- | ------ |
|           | Chi tiết |        |

| Ba Lan   | 1 - 3    | Brasil                                  |
| -------- | -------- | --------------------------------------- |
| Lato 45' | Chi tiết | Nelinho 13' · Roberto Dinamite 58', 63' |

| Argentina                                                       | 6 - 0    | Perú |
| --------------------------------------------------------------- | -------- | ---- |
| Kempes 21', 49' · Tarantini 43' · Luque 50', 72' · Houseman 67' | Chi tiết |      |

### Tranh hạng ba
| Brasil                   | 2 - 1    | Ý          |
| ------------------------ | -------- | ---------- |
| Nelinho 64' · Dirceu 71' | Chi tiết | Causio 38' |

### Chung kết
| Hà Lan       | 1 - 3 (s.h.p.) | Argentina                       |
| ------------ | -------------- | ------------------------------- |
| Nanninga 82' | Chi tiết       | Kempes 38', 105' · Bertoni 115' |

## Vô địch
| Vô địch World Cup 1978 Argentina Lần đầu tiên |

## Danh sách cầu thủ ghi bàn
| 6 bàn - Mario Kempes | 5 bàn - Rob Rensenbrink - Teófilo Cubillas | 4 bàn - Leopoldo Luque - Hans Krankl |

3 bàn
| - Dirceu - Roberto Dinamite | - Paolo Rossi - Johnny Rep | - Karl-Heinz Rummenigge |

2 bàn
| - Daniel Bertoni - Nelinho - Roberto Bettega - Ernie Brandts | - Arie Haan - Zbigniew Boniek - Grzegorz Lato | - Archie Gemmill - Heinz Flohe - Dieter Müller |

1 bàn
| - René Houseman - Daniel Passarella - Alberto Tarantini - Erich Obermayer - Walter Schachner - Reinaldo - Zico - Marc Berdoll - Bernard Lacombe - Christian Lopez - Michel Platini - Dominique Rocheteau - Károly Csapó - András Tóth | - Sándor Zombori - Iraj Danaeifard - Hassan Rowshan - Romeo Benetti - Franco Causio - Renato Zaccarelli - Víctor Rangel - Arturo Vázquez Ayala - Dick Nanninga - René van de Kerkhof - Willy van de Kerkhof - César Cueto - José Velásquez | - Kazimierz Deyna - Andrzej Szarmach - Kenny Dalglish - Joe Jordan - Juan Manuel Asensi - Dani - Thomas Sjöberg - Mokhtar Dhouieb - Néjib Ghommidh - Ali Kaabi - Rüdiger Abramczik - Bernd Hölzenbein - Hansi Müller |

phản lưới nhà
- Andranik Eskandarian (trận gặp Scotland)
- Ernie Brandts (trận gặp Ý)
- Berti Vogts (trận gặp Áo)

## Các cầu thủ nhận thẻ đỏ
- Tibor Nyilasi
- András Törőcsik
- Dick Nanninga

## Bảng xếp hạng giải đấu

Daniel Passarella

| XH               | Đội         | Bg  | P | T | H | B | BT | BB | HS  | Đ  |
| ---------------- | ----------- | --- | - | - | - | - | -- | -- | --- | -- |
| 1                | Argentina   | 1/B | 7 | 5 | 1 | 1 | 15 | 4  | +11 | 11 |
| 2                | Hà Lan      | 4/A | 7 | 3 | 2 | 2 | 15 | 10 | +5  | 8  |
| 3                | Brasil      | 3/B | 7 | 4 | 3 | 0 | 10 | 3  | +7  | 11 |
| 4                | Ý           | 1/A | 7 | 4 | 1 | 2 | 9  | 6  | +3  | 9  |
| Bị loại ở vòng 2 |             |     |   |   |   |   |    |    |     |    |
| 5                | Ba Lan      | 2/B | 6 | 3 | 1 | 2 | 6  | 6  | 0   | 7  |
| 6                | Tây Đức     | 2/A | 6 | 1 | 4 | 1 | 10 | 5  | +5  | 6  |
| 7                | Áo          | 3/A | 6 | 3 | 0 | 3 | 7  | 10 | −3  | 6  |
| 8                | Perú        | 4/B | 6 | 2 | 1 | 3 | 7  | 12 | −5  | 5  |
| Bị loại ở vòng 1 |             |     |   |   |   |   |    |    |     |    |
| 9                | Tunisia     | 2   | 3 | 1 | 1 | 1 | 3  | 2  | +1  | 3  |
| 10               | Tây Ban Nha | 3   | 3 | 1 | 1 | 1 | 2  | 2  | 0   | 3  |
| 11               | Scotland    | 4   | 3 | 1 | 1 | 1 | 5  | 6  | −1  | 3  |
| 12               | Pháp        | 1   | 3 | 1 | 0 | 2 | 5  | 5  | 0   | 2  |
| 13               | Thụy Điển   | 3   | 3 | 0 | 1 | 2 | 1  | 3  | −2  | 1  |
| 14               | Iran        | 4   | 3 | 0 | 1 | 2 | 2  | 8  | −6  | 1  |
| 15               | Hungary     | 1   | 3 | 0 | 0 | 3 | 3  | 8  | −5  | 0  |
| 16               | México      | 2   | 3 | 0 | 0 | 3 | 2  | 12 | −10 | 0  |